# Templo da Concórdia
Templo da Concórdia foi um templo romano na cidade de Roma, dedicado à deusa Concórdia e que ficava na extremidade ocidental do Fórum Romano. Ele foi jurado em 367 a.C. por Marco Fúrio Camilo, mas só foi construído de fato em 167 a.C.. Ele foi destruído e restaurado muitas vezes ao longo dos séculos e sua restauração final, entre 7 e 10 d.C., na época do imperador Tibério (r. 14–37), foi descrita na "História Natural" de Plínio, o Velho. Por volta de 1450, o templo foi demolido e transformado num forno de cal e para fornecer mármore para outras obras na cidade.

## História
A literatura romana atesta que ele foi jurado pela primeira vez por Marco Fúrio Camilo em 367 a.C. para comemorar a Lei Licínia Sêxtia (em latim: Leges Liciniae Sextiae) de Lúcio Sêxtio Laterano e a decorrente reconciliação entre os patrícios e a plebe depois da Secessão Aventina.
Ele era um foco frequente para recuperar a harmonia do Estado Romano, seja durante sua primeira reconstrução em 121 a.C. depois do assassinato de Caio Graco ou através de sua utilização para encontros do Senado Romano, especialmente em épocas de revoltas civis (Cícero discursou sua quarta catilinária ali).
Ele foi novamente restaurado entre 7 e 10 d.C. por Tibério, que já era herdeiro de Augusto, para aproveitar melhor o espaço limitado na área e é provável que tenha sido re-dedicado em 12 d.C. Esta restauração ficou famosa pela suntuosa ornamentação arquitetural em mármore e pelas inúmeras obras de arte gregas que foram abrigadas ali (listadas na "História Natural"), uma espécie de museu da Antiguidade.

## Arquitetura
De costas para o Tabulário, aos pés do Monte Capitolino, o edifício teve que acomodar as limitações de espaço no local. A cela do templo anfiprostilo, por exemplo, era quase duas vezes mais larga (45 metros) do que comprida (24 metros), assim como o pronau. Na cela, uma fileira de colunas coríntias estava sobre um plinto contínuo que se projetava da parede e dividia a cela em duas partes, cada uma com um nicho. Os capiteis destas colunas estavam decorados com pares de carneiros no lugar das volutas nos cantos. Atualmente, só restou o pódio, parcialmente coberto pela rua que leva ao alto do Campidoglio.
Este templo parece ter sido um modelo para outros templos da deusa Concórdia em outras partes do Império Romano — uma reprodução foi encontrada em Mérida, na Espanha, durante as escavações no fórum da cidade em 2002.

## Localização no período republicano
| Planimetria do Comício (antes de César) |
| --- |
| Cúria Júlia Templo da Concórdia Altar de Saturno Umbilicus Urbis Senáculo Rostra Antiga Lápis Níger Basílica Pórcia Basílica Opímia Cúria Hostília Cárcere Grecóstase Coluna Mênia Área Volcanal |
| Em pontilhado, o traçado do Comício arcaico. Em cinza, a silhueta da Cúria Júlia, como indicativo de posição.                                                                                    |

## Localização atual
| Planimetria do Capitólio antigo |
| --- |
| Area capitolina Arx Fórum Romano Fóruns imperiais Velabro Templo de Júpiter Capitolino Tabulário Templo de Juno Moneta Teatro de Marcelo Fórum Holitório Templo de Belona Templo de Júpiter Ferétrio Templo de Vejóvis Auguráculo Iseu Templo de Júpiter Guardião (?) Templo da Concórdia (?) Templo de Júpiter Conservador Cabana de Rômulo Altar Templo Tensário Templo de Júpiter Tonante Clivo Capitolino "Cem Passos" Porta Pandana Templo de Jano Templo de Juno Sóspita Templo de Esperança Templo de Augusto Asilo "Entre Dois Bosques" Vico Jugário Campo de Marte Pórtico dos Deuses Harmoniosos Templo de Vespasiano Templo da Concórdia Tuliano Clivo Argentário Templo de Vênus Ericina Templo de Mente (?) Templo de Fides (?) Templo de Ops (?) Arco de Cipíão Templo de Saturno Basílica Júlia |